# توم دارسي
توم دارسي (بالإنجليزية: Tom Darcy)‏ هو مجدف أسترالي، (ولد في لاونسستون في أستراليا 1906  م).

## وصلات خارجية
- توم دارسي على موقع الاتحاد الدولي للتجديف (الإنجليزية)
- توم دارسي على موقع أوليمبيديا (الإنجليزية)